# Saint-Brice (Mayenne)
Saint-Brice is een gemeente in het Franse departement Mayenne (regio Pays de la Loire) en telt 487 inwoners (2004). De plaats maakt deel uit van het arrondissement Château-Gontier.

## Geografie
De oppervlakte van Saint-Brice bedraagt 13,3 km², de bevolkingsdichtheid is 36,6 inwoners per km².

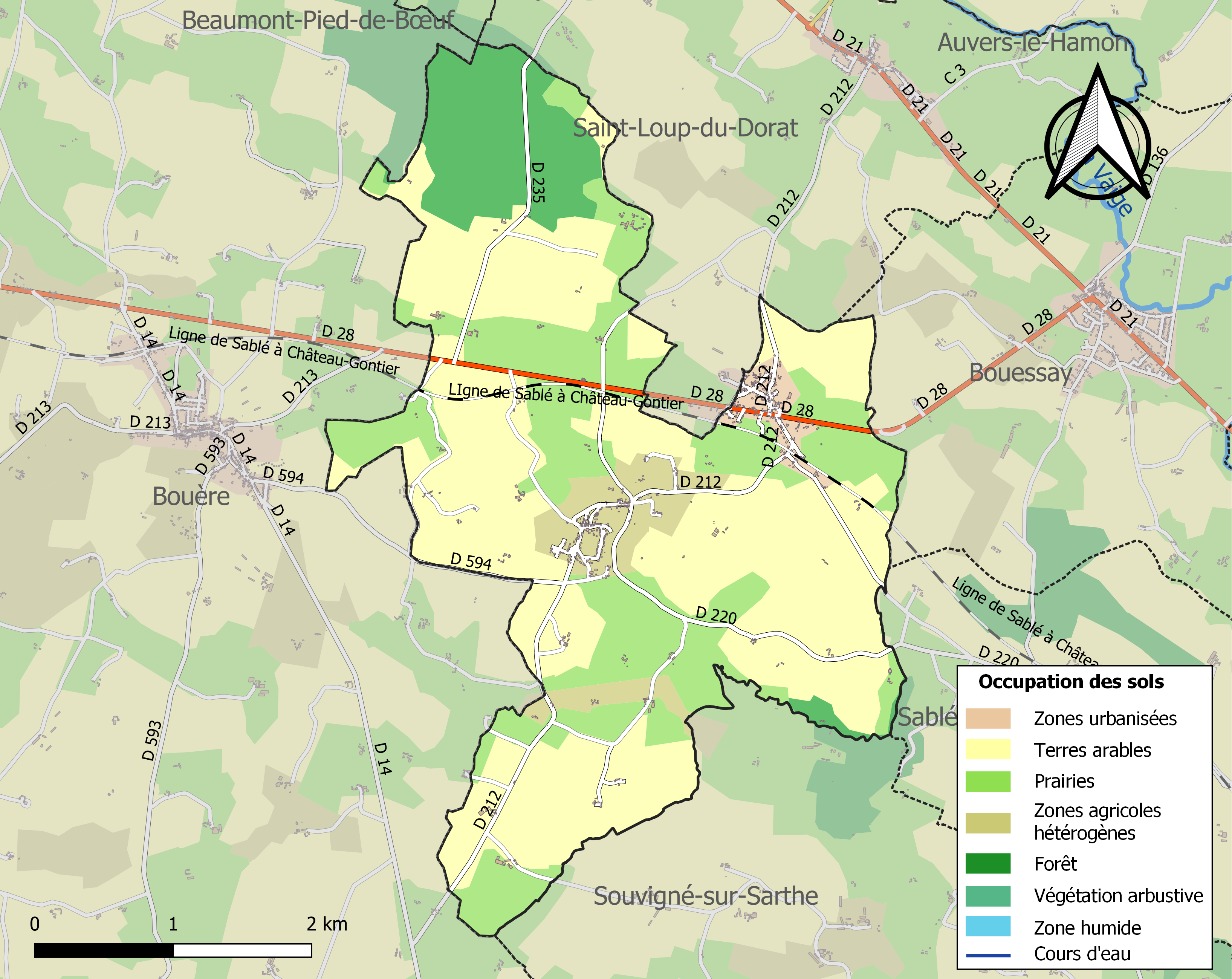
Kaart van de gemeente met de belangrijkste infrastructuur, bodemgebruik en omliggende gemeenten

## Demografie
Onderstaande figuur toont het verloop van het inwonertal (bron: INSEE-tellingen).